# Günther Treptow (Sänger)

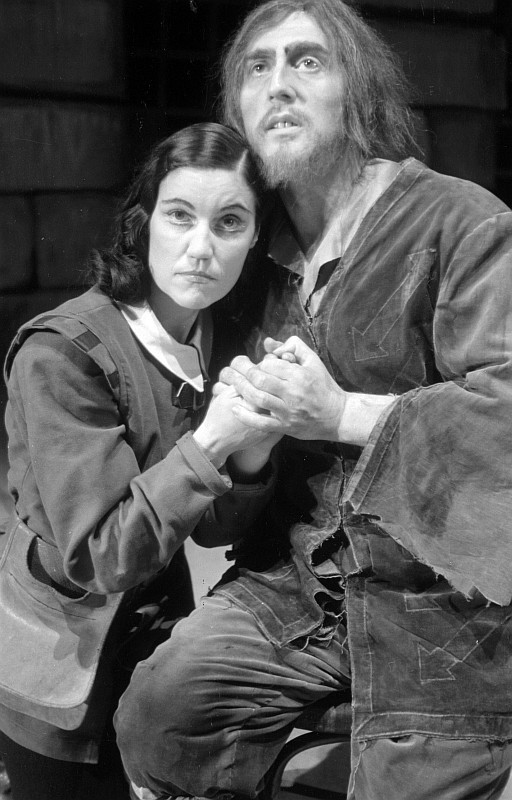
Günther Treptow in Fidelio mit Karina Kutz (1945)

Günther Treptow (* 22. Oktober 1907 in Berlin; † 28. März 1981 in Berlin)  war ein deutscher Opernsänger (Tenor), der vor allem bekannt ist durch seine Rollen in Opern von Richard Wagner.

## Leben
Günther Otto Walter Treptow wurde zunächst Holzkaufmann. Ein Vorsingen als Bariton an der Hochschule für Musik verlief erfolglos, aber der als Gesangspädagoge in Berlin lebende italienische Bassist Giovanni Scarneo erkannte Treptows Potential als Sänger und bildete ihn vier Jahre lang aus. Treptow war seit 1926 Mitglied der SA und der NSDAP (Mitgliedsnummer 38.579). Als 1934 jüdische Vorfahren im Stammbaum seiner Mutter festgestellt wurden, erhielt er ein Auftrittsverbot. Am 6. Juni 1935 bekam er von Joseph Goebbels eine Sondergenehmigung und konnte seine Karriere fortsetzen.
Sein Bühnendebüt machte Treptow 1936 am Deutschen Opernhaus Berlin als Sänger in Der Rosenkavalier. Dieser Bühne blieb er bis 1948 verbunden. Er sang 1938 in der Volksoper Wien den Florestan in Fidelio. Im Sommer 1939 sang er in der Zoppoter Waldoper die Hauptrolle in Richard Wagners Tannhäuser. 1940 hatte er seinen ersten Auftritt in der Bayerischen Staatsoper.
Nach dem Krieg sang er bereits im September 1945 im Fidelio in Berlin und hatte im Oktober 1947 seinen ersten Auftritt in der Wiener Staatsoper. 1951 und 1952 sang er den Siegmund bei den Bayreuther Festspielen. 1963, 1964 und 1968 trat er dort in kleineren Rollen in den Meistersingern auf.
Es gelang Treptow schnell sich als einer der führenden Heldentenöre seiner Zeit zu etablieren, v. a. als Siegmund in Die Walküre, Siegfried in der gleichnamigen Oper und der Götterdämmerung und als Tristan in Tristan und Isolde. Neben Wagner-Rollen sang er auch den Max im Freischütz, Števa Buryja in Jenůfa, Canio in Pagliacci und in Otello die Hauptrolle.
Auf der internationalen Bühne hatte er Gastauftritte in der Mailänder Scala, im Brüsseler La Monnaie, im Royal Opera House in London, der New Yorker Metropolitan Opera und auch in Leningrad und Moskau.
Ab 1955 sang er an der Staatsoper Berlin. An der Deutschen Oper Berlin sang er von 1961 bis 1972, als er sich von der Bühne verabschiedete.
Günther Treptow ist auf dem Friedhof Schmargendorf begraben.

## Diskographie
- 1948 – Die Walküre (Wagner), Dirigent: Rudolf Moralt (Rolle: Siegmund)
- 1948 – Siegfried (Wagner), Dirigent: Rudolf Moralt (Rolle: Siegfried)
- 1948 – Götterdämmerung (Wagner), Dirigent: Rudolf Moralt (Rolle: Siegfried)
- 1948 – Parsifal (Wagner), Dirigent: Rudolf Moralt (Rolle: Parsifal)
- 1949 – Die Meistersinger von Nürnberg (Wagner), Dirigent: Eugen Jochum (Rolle: Walther)
- 1949 – Der Musikant (Bittner), Dirigent: Felix Prohaska (Rolle: Wolfgang Schönbichler)
- 1950 – Il tabarro (Puccini), Dirigent: Wilhelm Loibner (Rolle: Luigi)
- 1950 – Tannhäuser (Wagner), Dirigent: Kurt Schröder (Rolle: Tannhäuser)
- 1950 – Rienzi (Wagner), Dirigent: Winfried Zillig (Rolle: Rienzi)
- 1950 – Tristan und Isolde (Wagner), conducted by Hans Knappertsbusch (Rolle: Tristan)
- 1950 – Die Meistersinger von Nürnberg (Wagner), Dirigent: Hans Knappertsbusch (Rolle: Walther)
- 1950 – Das Rheingold (Wagner), Dirigent: Wilhelm Furtwängler (Rolle: Froh)
- 1950 – Die Walküre (Wagner), Dirigent: Wilhelm Furtwängler (Rolle: Siegmund)
- 1951 – Die Walküre (Wagner), Dirigent: Fritz Stiedry (Rolle: Siegmund)
- 1952 – Tristan und Isolde (Wagner), Dirigent: Erich Kleiber (Rolle: Tristan)
- 1952 – Die Walküre (Wagner), Dirigent: Joseph Keilberth (Rolle: Siegmund)
- 1953 – Der Bergsee (Bittner), Dirigent: Felix Prohaska (Rolle: Jörg Steinlechner)
- 1953 – Rienzi (Wagner), Dirigent: Robert Heger (Rolle: Rienzi)
- 1954 – Tiefland (Eugen d’Albert), Dirigent: Rudolf Moralt (Rolle: Pedro)
- 1964 – Die Meistersinger von Nürnberg (Wagner), Dirigent: Karl Böhm (Rolle: Eisslinger)
- 1968 – Der junge Lord (Henze), Dirigent: Christoph von Dohnányi (Rolle: Amintore La Rocca)